# Maturo
Maturo  è un nome proprio di persona italiano maschile.

## Varianti
- Maschili: Maturio
  - Alterati: Maturino[1][2][3]
- Femminili: Matura[2], Maturia
  - Alterati: Maturina[2]

### Varianti in altre lingue
- Catalano: Matur[4], Maturi[4], Maturí[4]
- Francese: Mathurin
- Latino: Maturus[1][4], Maturinus[1][4]
- Spagnolo: Maturo[4], Maturio[4], Maturino[4]

## Origine e diffusione
Nome dal chiaro valore augurale e di scarsissima diffusione, si basa sul termine latino maturus (cioè appunto "maturo", sia in senso fisico che intellettuale). In francese provenzale, il diminutivo Maturinus (che alcune fonti considerano invece un gentilizio) diviene Mathurin, traendo la h dall'influsso di Mathieu (Matteo).

## Onomastico
L'onomastico si può festeggiare il 2 giugno, in ricordo di san Maturo, martire a Lione con altri compagni sotto Marco Aurelio. 
Con il nome Maturino si ricorda invece, il 1º novembre, san Maturino, sacerdote a Larchant, originario del Gâtinais ed evangelizzatore delle Gallie, vissuto nel IV secolo, famoso per le sue conoscenze mediche per le quali pare abbia guarito dalla follia la figlia dell'imperatore Massimiano. È patrono dei folli, dei lunatici, dei buffoni e dei marinai.

## Persone

### Variante Maturino
- Maturino da Firenze, pittore italiano

### Variante Mathurin

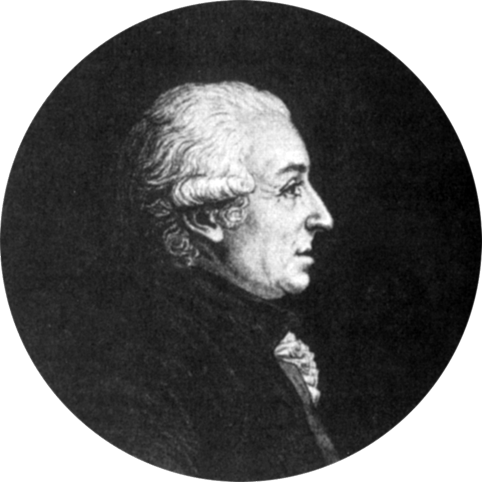
Mathurin-Jacques Brisson

- Mathurin-Jacques Brisson, fisico e ornitologo francese
- Mathurin Cordier, umanista francese
- Mathurin Crucy, architetto e urbanista francese
- Mathurin-Léonard Duphot, generale francese
- Mathurin Kameni, calciatore camerunese
- Mathurin Méheut, pittore, disegnatore, illustratore, decoratore e ceramista francese
- Mathurin Romegas, Gran Maestro del Sovrano Militare Ordine di Malta
- Mathurin Veyssière de La Croze, scrittore ed erudito francese